# Katherine Ip
Katherine Ip (Chinees: 葉澄) (17 september 1995) is een tennisspeelster uit Hongkong. Ip werd in San Francisco geboren, maar komt uit voor Hongkong. 
Zij begon op zesjarige leeftijd met het spelen van tennis.
Tussen 2011 en 2017 speelde zij 13 partijen voor Hongkong op de Fed Cup.
In 2014 nam zij deel aan de Aziatische Spelen.